# Resurrezione di Lazzaro (Froment)
La Resurrezione di Lazzaro è un trittico del pittore francese Nicolas Froment realizzato nel 1461 e conservato nella 
Galleria degli Uffizi a Firenze.

## Storia e descrizione
L'opera, costituita da un trittico - realizzato su un supporto di legno di quercia, con incastri in cui sono stati inseriti i tre pannelli - ha una parte centrale, affiancata da due sportelli laterali che sono mobili e dipinti su entrambe le facce. L'episodio evangelico della Resurrezione di Lazzaro si trova nella parte centrale del trittico; ma la narrazione inizia sull'anta sinistra e si conclude su quella destra, in questo ordine: sinistra - Marta informa Gesù della morte di Lazzaro; centro - Gesù resuscita Lazzaro davanti a Marta, Maria e agli apostoli; destra - A cena in casa del fariseo Maria unge i piedi di Cristo. Sull'altro verso delle ante si vedono, da un lato un ritratto del committente - il vescovo Francesco Coppini da Prato, legato papale di papa Pio II nelle Fiandre, in Francia e in Inghilterra - che insieme a due suoi familiari è in preghiera e, in alto, il suo stemma; dall'altro lato c'è una Madonna col Bambino.
Il trittico è firmato sulla parte esterna degli sportelli: Nicolaus Frumenti absolvit hoc opus XV HL. Junii MºCCCCºLXI. La cornice originale, di tradizione fiamminga, presenta sulla tavola centrale e sulle laterali un leggero traforo gotico in legno dorato, ispirato alle arcate delle cattedrali gotiche francesi.
Il vescovo di Prato Francesco Coppini donò quest'opera a Cosimo di Giovanni de' Medici detto il Vecchio, il quale, a sua volta, fra il 1461 e il 1464 la donò ai frati Minori Osservanti del Convento del Bosco ai Frati, oggi sito nel comune di Scarperia e San Piero, nel Mugello.
Agli Uffizi l'opera è arrivata nel 1841, dopo le soppressioni degli istituti religiosi che si verificò ad inizio Ottocento.
Sull'esterno dell'anta destra, i ritratti di Coppini e dei suoi familiari hanno tratti veristici e naturali. Le vesti dei personaggi presentano le tipiche angolature del gotico internazionale.

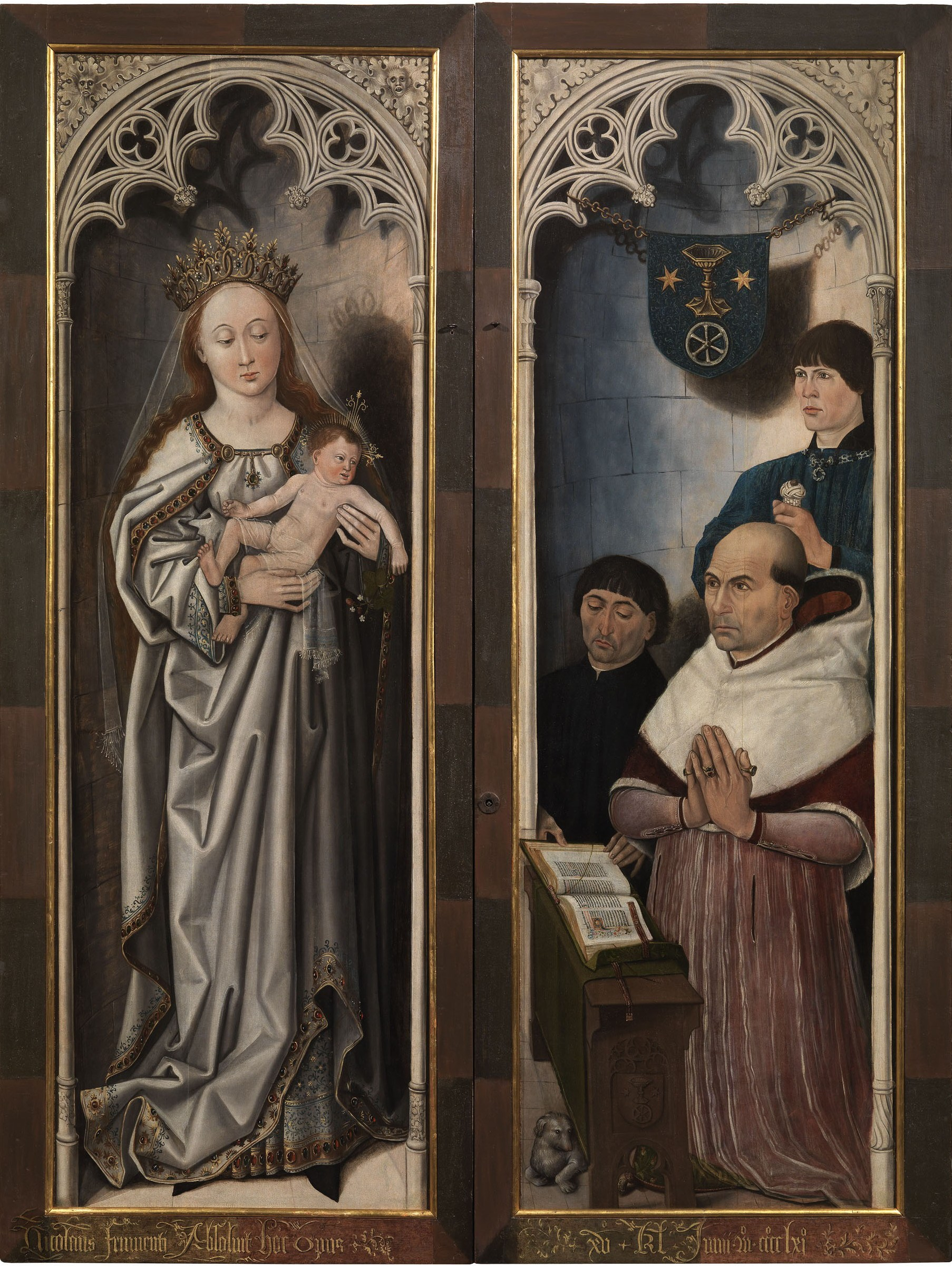
Nicolas Froment, Trittico Resurrezione di Lazzaro, esterno delle ante laterali, 1461, Firenze, Uffizi

### Esposizioni
- Exhibition of French art 1200-1900, Londra, 1932[3]
- La peinture française à Florence, Firenze, 1945[4]
- Les primitifs méditerranéens, Bordeaux, 1952[5]
- Pittura francese nelle collezioni pubbliche fiorentine, Firenze, 1977[6]
- Resurrezione di Lazzaro, Firenze, (Uffizi-Sala del Camino), 2017